# Hans Kraffert
Hans Otto Bernhard Kraffert (* 23. April 1885 in Berlin; † 10. Januar 1950 ebenda) war ein deutscher Architekt, der vor allem in Berlin tätig war.

## Leben
Hans Kraffert studierte Architektur an der Technischen Hochschule (Berlin-)Charlottenburg.  Nach dem Vorbereitungsdienst und dem Staatsexamen wurde er zum Regierungsbaumeister (Assessor in der öffentlichen Bauverwaltung) ernannt. Er war Mitglied der Hochhausgesellschaft, zu der auch Otto Kohtz und Bruno Möhring gehörten. Später war er Vorstandsmitglied der Berliner Baugenossenschaft eGmbH.
Über den Stil seiner Bauten ist in der Festschrift zum 125-jährigen Jubiläum der Berliner Baugenossenschaft zu lesen:
„Eher an einer gemäßigten Moderne orientiert, leistet er mit den inzwischen meist denkmalgeschützten Genossenschaftshäusern einen wichtigen Beitrag im Berliner Reformwohnungsbau. In der bbg wird die gewisse Distanz zur Avantgarde des Neuen Bauens mit […] Wohlwollen aufgenommen – möchte ein Großteil der Bewohner doch eher gemütlich und vertraut […] als radikal modern und sachlich wohnen.“
Hans Kraffert starb 1950 im Alter von 64 Jahren. Beigesetzt wurde er auf dem Friedhof Zehlendorf in Berlin. Das Grab ist nicht erhalten.

## Bauten und Entwürfe

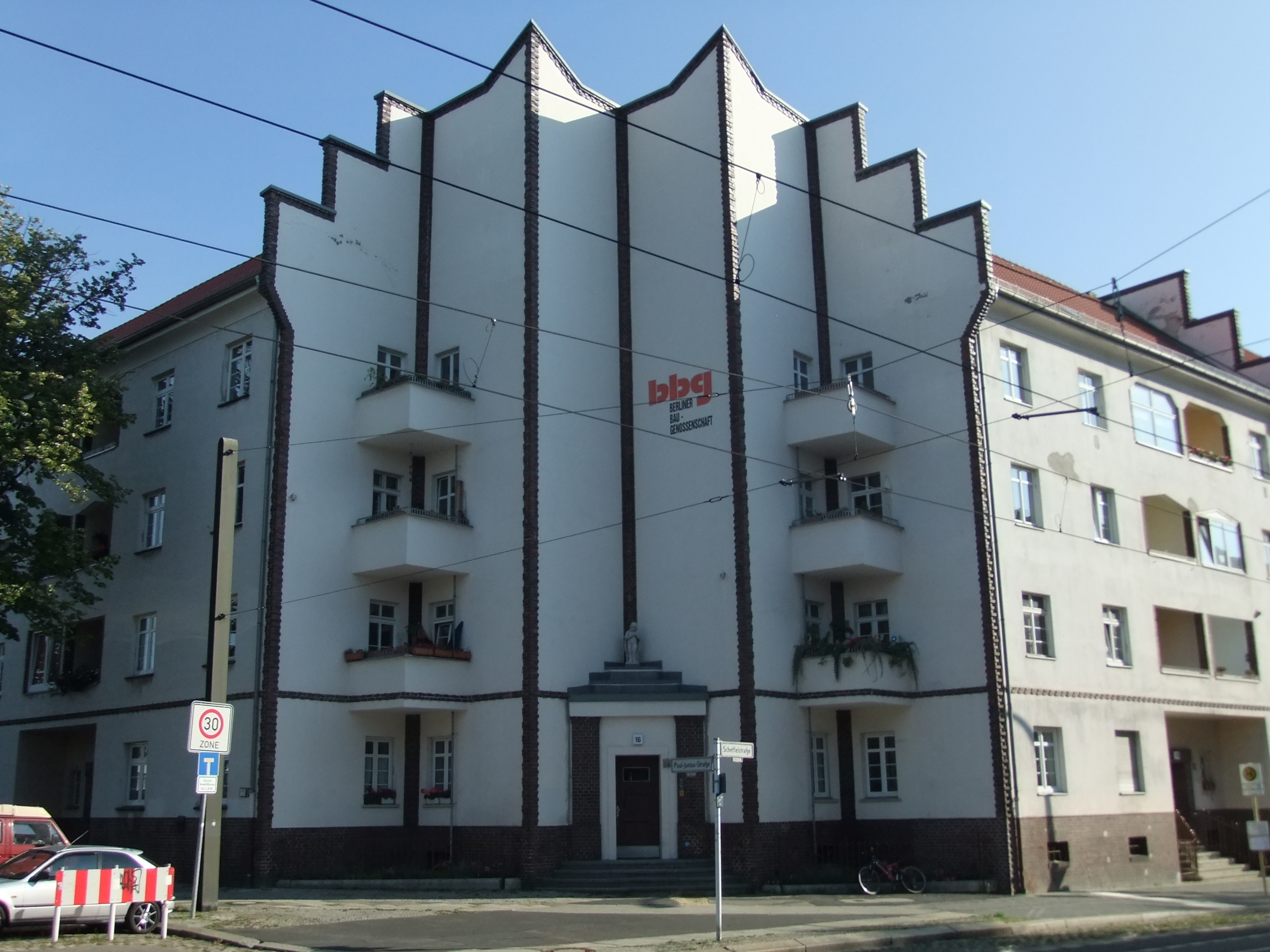
Wohnanlage Scheffelstraße in Berlin-Lichtenberg

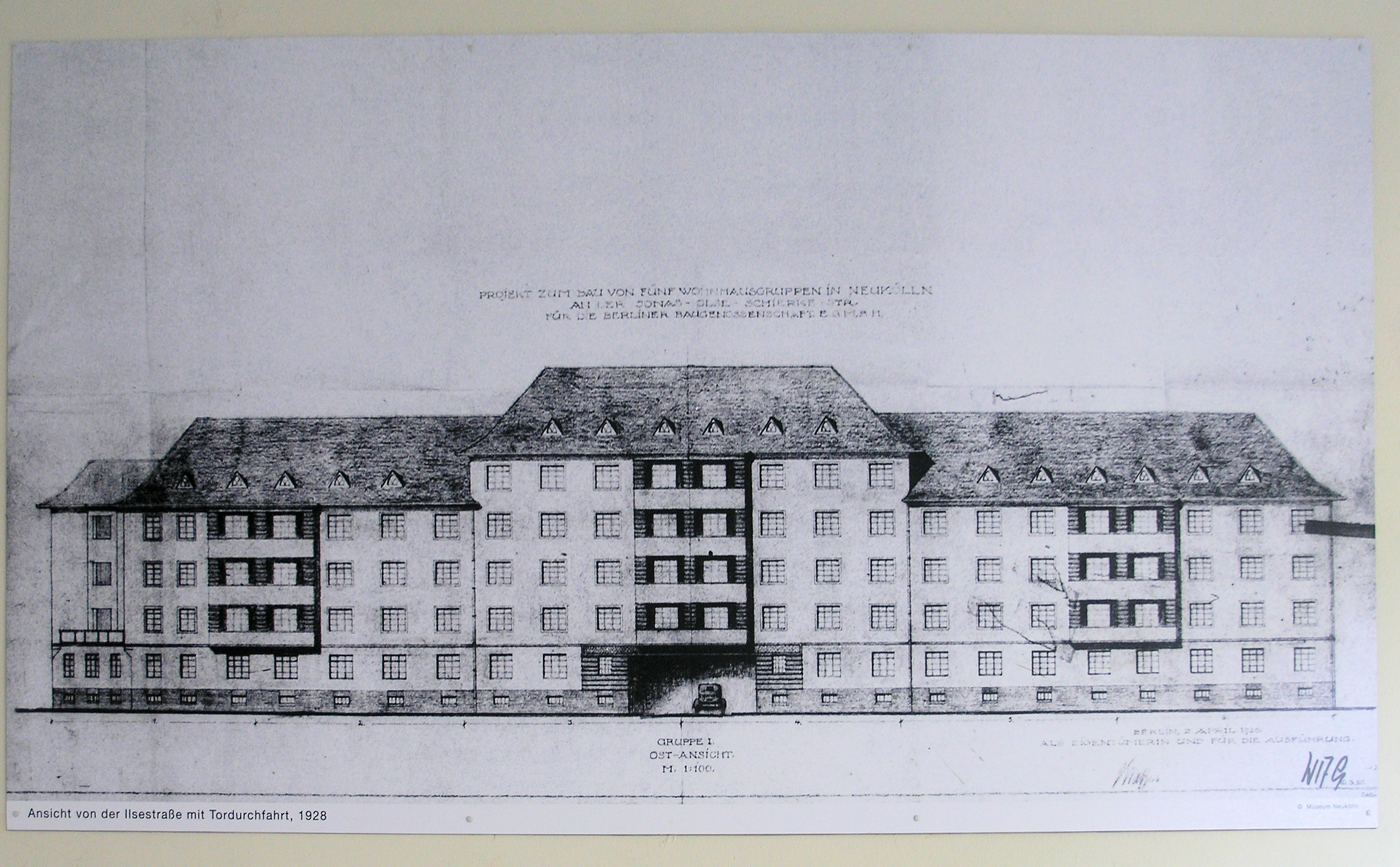
Entwurf zum Ilsenhof in Berlin-Neukölln

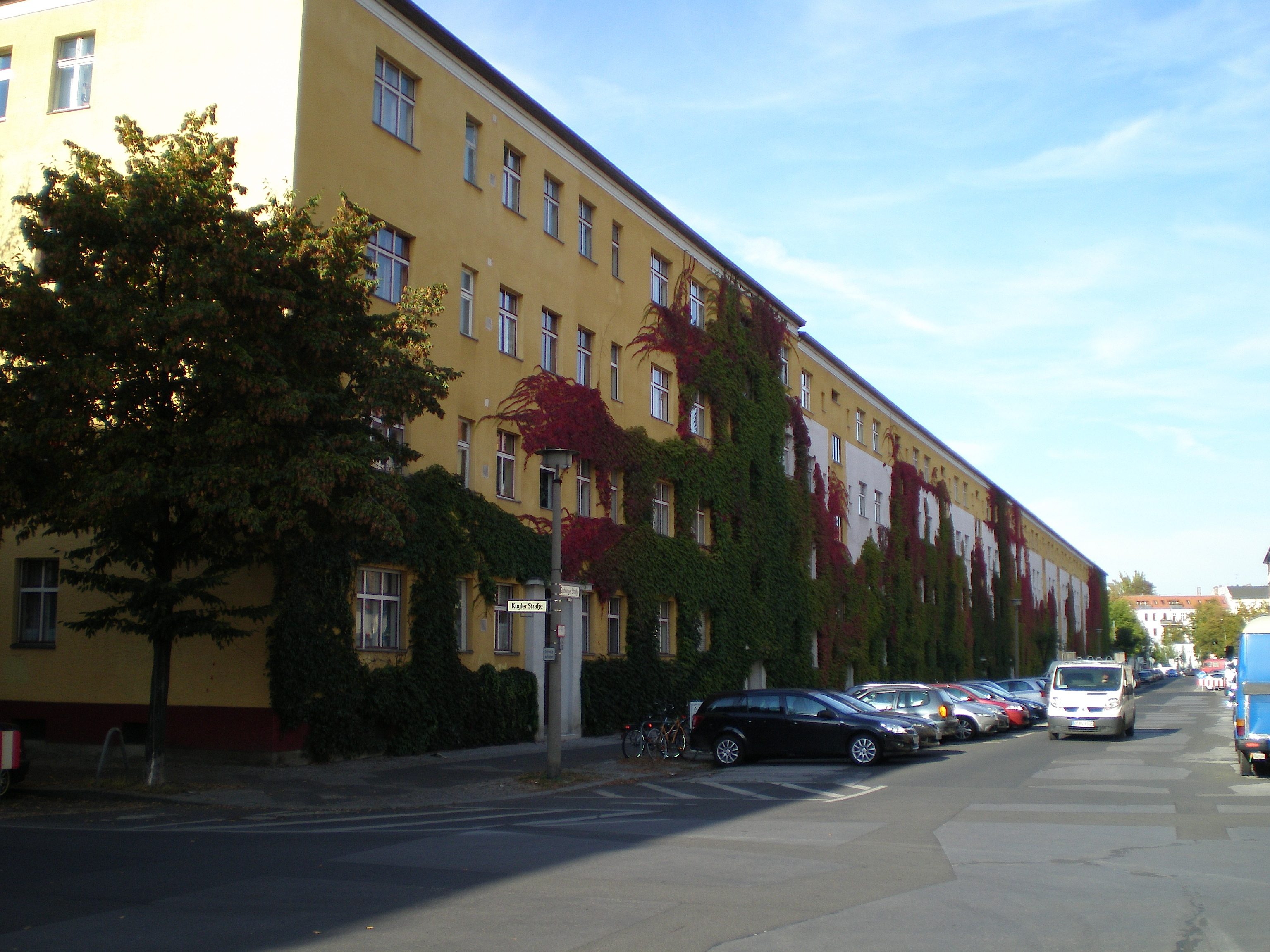
Berlin-Prenzlauer Berg, Gudvanger Straße 31 / Kuglerstraße

Nicht ausgeführt, aber umfangreich rezipiert wurden Krafferts Entwürfe für ein Hochhaus am Berliner Blücherplatz aus dem Jahr 1920. Die unteren Geschosse sollten eine Staffelung aufweisen, über der sich der eigentliche Hochbau erheben sollte, der atypischerweise mit einem Walmdach abschließen sollte.
- 1926–1927: Wohnanlage für die Berliner Baugenossenschaft eGmbH in Berlin-Lichtenberg, Scheffelstraße 15/16 und Paul-Junius-Straße 2–12 (expressionistisch; unter Denkmalschutz)[6][7]
- 1927–1928: Wohnanlage für die Berliner Baugenossenschaft eGmbH in Berlin-Reinickendorf, General-Woyna-Straße 2, 3, 4, 5, 6, 7, 8, 9, 10, 11 und 12, Zobeltitzstraße 51, 53, 55 und 57 (unter Denkmalschutz)[8]
- 1928–1929: Wohnanlage Ilsenhof für die Berliner Baugenossenschaft eGmbH in Berlin-Neukölln, Ilsenhof 1, 2, 3, 4, 5, 6, 7, 8, 9, 10, Jonasstraße 49, 50, 51, 51A, 52, Schierker Straße 12, 13, 14, 15, 16 (unter Denkmalschutz)[9][10]
- 1928–1929: Wohnanlage für die Gemeinnützige Baugesellschaft „Roland“ in Berlin-Prenzlauer Berg, Kuglerstraße 77–85, Krügerstraße 13–19, Dunckerstraße 46–51, Wisbyer Straße 26–29, Gudvanger Straße 30–52 (gemeinsam mit Franz Fedler; unter Denkmalschutz)[11]
- 1929–1930: Wohnanlage der DeGeWo in Berlin-Prenzlauer Berg, Kuglerstraße 59–65, Varnhagenstraße 19–39, Wisbyer Straße 22–23, Stahlheimer Straße 9–14A (gemeinsam mit Franz Fedler; unter Denkmalschutz)[12]
- 1929–1930: Wohnanlage der DeGeWo in Berlin-Prenzlauer Berg, Kuglerstraße 69, 71, Gudvanger Straße 31, 33, 35, 37, 39, 41, 43, 45, 47, 49, 51, 53, 55, 57, Wisbyer Straße 24, 24a, 25, Varnhagenstraße 18, 20, 22, 24, 26, 28, 30, 32, 34, 36, 38, 40, 42, 44 (gemeinsam mit Franz Fedler; unter Denkmalschutz)[13]
- 1930–1931: Wohnanlage in Berlin-Prenzlauer Berg, Mandelstraße 6, 8, 12, 14, Greifswalder Straße 147, 148, 149, Ostseestraße 108, 110, 112, 114, 116, 118, 120, 122, 124, 126 (und Schieritzstraße 37–41?) (gemeinsam mit Franz Fedler; unter Denkmalschutz)[14]

## Schriften
- Über die Bekämpfung der Wohnungsnot in den Städten durch Dauerbauten. In: Deutsche Bauzeitung, 54. Jahrgang 1920, Nr. 93, S. 443. (Digitalisat)
- (mit Jakob Schallenberger): Berliner Wohnungsbauten aus öffentlichen Mitteln. Die Verwendung der Hauszinssteuer-Hypotheken. Bauwelt-Verlag, Berlin 1926.
- Hauseingänge zu den Wohnungsbauten der Berliner Baugenossenschaft e. G. m. b. H., gegr. 1886. Bauausführung 1924–1927. In: Bauwelt, 19. Jahrgang 1928, Heft 5, S. 5–8.